# Berkheya heterophylla
Espèce
Synonymes
- Apuleia heterophylla Less.[2],[1]
- Berkheya heterophylla var. heterophylla[1]
- Crocodilodes bilobum Kuntze[1]
- Crocodilodes heterophyllum Kuntze[2],[1]
- Stobaea biloba DC.[1]
- Stobaea heterophylla var. heterophylla[2]
- Stobaea heterophylla Thunb.[2],[1]

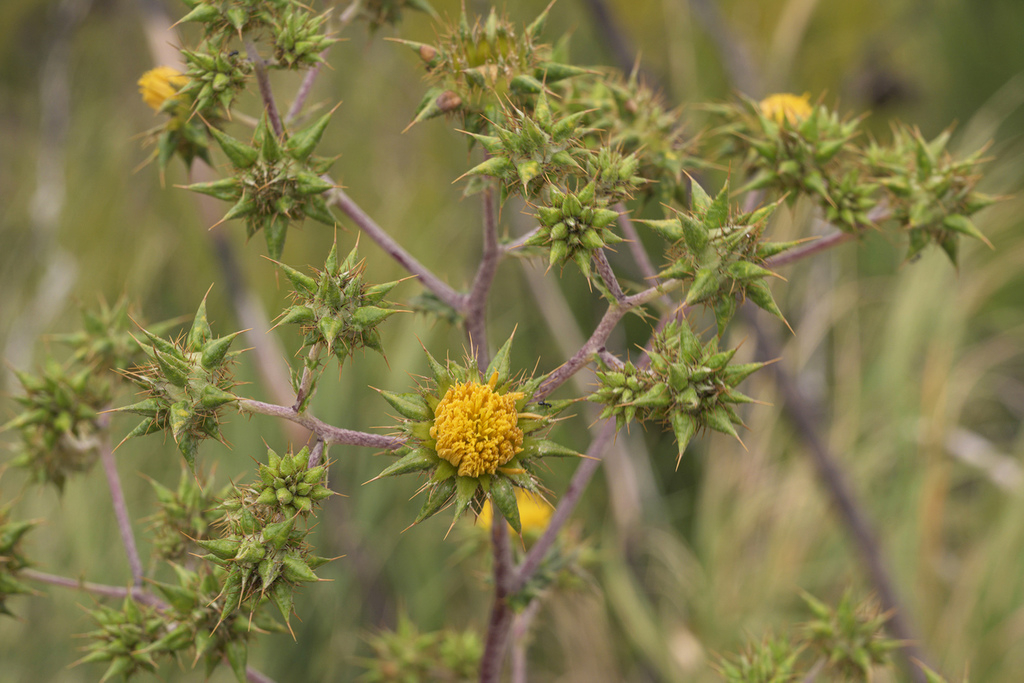
Berkheya heterophylla

Berkheya heterophylla est une espèce de plantes à fleurs de la famille des Asteraceae.

## Liste des variétés
Selon Catalogue of Life (8 février 2020) et The Plant List (8 février 2020) :
- variété Berkheya heterophylla var. radiata (DC.) Roessler

Selon Tropicos (8 février 2020) et World Register of Marine Species (8 février 2020) :
- variété Berkheya heterophylla var. heterophylla
- variété Berkheya heterophylla var. radiata (DC.) Roessler